# Catharodesmus carcani
Catharodesmus carcani är en mångfotingart som först beskrevs av Filippo Silvestri 1902.  Catharodesmus carcani ingår i släktet Catharodesmus och familjen Chelodesmidae. Inga underarter finns listade i Catalogue of Life.